# Rhopalophora santacruzensis
Rhopalophora santacruzensis es una especie de escarabajo longicornio del género Rhopalophora, categorizada en la tribu Rhopalophorini, de la subfamilia Cerambycinae. Fue descrita por Clarke en 2015.

## Descripción
Mide 5,65-7,2 mm de longitud.

## Distribución
Se distribuye por América del Sur: Bolivia.